# Lévyne-Ca
La lévyne-Ca è un minerale, un silicato (tettosilicato) del gruppo delle zeoliti. Fu scoperta nel 1825 da David Brewter nell’Isola di Sandoy nell’arcipelago delle Faröer. La nominò Levyna in onore del mineralogista francese Armand Lėvy (1795-1841).

## Abito cristallino
La lévyne-Ca si presenta con cristalli lamellari e tabulari sottili, raramente più spessi, con una caratteristica sezione esagonale. I cristalli sono in realtà formati da 6 cristalli triangolari che uniti formano un esagono. Le dimensioni dei cristalli raramente superano i tre centimetri.
La cella cristallina ha il catione Calcio in posizione centrale. Questo catione può essere sostituito da cationi sodio Na+, potassio K+ e magnesio Mg2+.
Nel 1987, l’Associazione internazionale di mineralogia definì anche la specie Levyne-Na, quando il catione dominante Ca2+ viene sostituito dal sodio (Na).

## Origine e giacitura
Come le altre zeoliti, si forma nelle cavità dei basalti e delle rocce vulcaniche per scorrimento di acque ricche di silicati. Si rinviene quasi sempre associata a cabasite, thomsonite, phillipsite, calcite e aragonite..

## Forma in cui si presenta in natura
La lévyne-Ca generalmente bianca o trasparente, a volte è colorata di rosso per la presenza di ossidi di ferro.
Si forma nelle cavità e nelle fratture dei basalti olivinici, specie nella zona di formazione delle altre zeoliti. 
Si rinviene nei fiordi dell’est e dell’ovest dell’Islanda, sull’Isola di Lanzarote nelle Canarie,
sul monte Vernon in Oregon (U.S.A.) e a Cerro Moreno in Spagna.

## Usi
La lévyne-Ca è un minerale d’interesse scientifico e collezionistico.